# Mike & Molly
Mike & Molly är en amerikansk sitcom som hade premiär på CBS 20 september 2010. Serien är skapad av Mark Roberts, producerad av Chuck Lorre och har Billy Gardell och Melissa McCarthy i titelrollerna.
Serien handlar om Mike och Molly som blir förälskade när de träffas på ett möte för Anonyma överätare i Chicago.
I mars 2014 fick Mike & Molly kontrakt för att göra en femte säsong.

## Rollista i urval
- Billy Gardell – Michael "Mike" Biggs
- Melissa McCarthy – Molly Flynn
- Reno Wilson – Carlton "Carl" McMillan
- Katy Mixon – Victoria Flynn
- Swoosie Kurtz – Joyce Moranto
- Nyambi Nyambi – Samuel
- Louis Mustillo – Vincent "Vince" Moranto
- Rondi Reed – Margaret "Peggy" Biggs
- Cleo King – Rosetta McMillan
- David Anthony Higgins – Harry